# Прапор Осівки
Пра́пор Осі́вки — офіційний символ села Осівка Ємільчинського району Житомирської області, затверджений 21 березня 2013 р. рішенням № 129 XX сесії Осівської сільської ради VI скликання.

## Опис
Квадратне полотнище розділене горизонтально на дві рівновеликі частини — пурпурову та синю, на якій по центру зображено три з'єднані жовті листки дуба з жолудями.
Автор — Микола Васильович Демиденко.